# Překlep
Překlep většinou označuje pravopisnou chybu, která vznikla při psaní textu na psacím stroji nebo na počítači. Není způsobena neznalostí příslušného jazykového pravidla, ale vzniká z nepozornosti při rychlém psaní textu. Při ručním psaní se stejná chyba nazývá přepis, autor se přepsal. Za překlep nelze považovat ani přepisování slov automatickou opravou v mobilním telefonu.
Nejčastějším překlepem bývá chybějící nebo přebytečné písmeno, nebo nesprávné pořadí písmen ve slově. Často bývá omylem použito písmeno, které na klávesnici leží v sousedství správného písmena, nebo chyba vzniká nesprávným použitím přeřaďovače (klávesy SHIFT).
Typický příklad překlepu může být přílkad. Naproti tomu skouška není překlep, ale pravopisná chyba.
Význam překlepu se liší podle psacího prostředku – ruční (tužkou nebo perem, propisovačkou), psacím strojem, počítačem.

## Ruční psaní
Při ručním psaní dochází ke stejným chybám, ale pak se jim říká přepisy. Oprava závisí na typu použité psací pomůcky. U tužky se gumuje, pero zmizíkuje, ale pak zpravidla nelze na ošetřené místo psát perem a je třeba použít jiný psací prostředek. Tuš na výkrese se vyškrabává. Propisovací pero, propisovačka se odstraňuje obtížněji.

## Na psacím stroji
Při použití psacích strojů bez mazací pásky představovaly překlepy značný problém. Pokud udělali sekretářky a sekretáři překlep, u důležitých dokumentů kvůli tomu museli přepsat celou stránku znovu. Většinou však použili speciální gumu, znak vygumovali a poté napsali správný. Později se začaly používat korekturní papírky a tekuté korekturní prostředky. Chybné písmeno se buď zakrylo barvou, shodnou s barvou papíru, nebo bylo napsáno ještě jednou přes bílou barvicí fólii. Později se začaly používat psací stroje vybavené zvláštní mazací páskou (byla to bílá barvicí páska).

## S počítači
Se zavedením počítačů se problém s překlepy výrazně zjednodušil. Text se upravuje v elektronické podobě se zobrazením na displeji (obrazovce) monitoru a teprve po opravách se tiskne. Překlep v počítačovém textu lze pohodlně opravit ještě před tím, než se dokument na tiskárně vytiskne. Dnešní moderní textové editory mají zabudovanou automatickou kontrolu pravopisu a většinu překlepů umí automaticky opravit nebo na překlep upozornit v okamžiku psaní textu a při kontrole pravopisu. Tato vlastnost může být někdy i na překážku, pokouší-li se program ve speciálním textu sám překlepy vyhledávat a text automaticky opravovat. Proto bývá vhodnější, aby na nesrovnalosti upozorňoval a pro opravu jen nabízel varianty změn.
Na počítačích se v českém prostředí vyskytuje ještě jeden typický druh překlepu – záměna písmen Y a Z, což je dáno růzností rozložení klávesnice (QWERTY vs. QWERTZ). V důsledku vznikají věty jako Bzl jsem na ymrylině.

## Na internetu
Existují provozovatelé různých internetových stránek, kteří s výskytem překlepů přímo počítají a na existenci překlepů mají založený svůj vlastní podnikatelský záměr. Například při překlepu v URL nějaké známé internetové domény často nedostanete zprávu, že stránka se zadaným URL neexistuje, ale skončíte na nějaké jiné internetové stránce, která nabízí své služby (např. „wikepedia.org“ namísto wikipedia.org).